# Championnat d'Iran de football 1971-1972
Navigation
Saison précédente Saison suivante
La saison 1971-1972 du Championnat d'Iran de football est la deuxième édition du championnat national de première division iranienne. Huit clubs iraniens prennent part au championnat organisé par la fédération. Les équipes sont regroupées au sein d'une poule unique où elles rencontrent leurs adversaires deux fois, à domicile et à l'extérieur. Pour permettre l'extension du championnat de 8 à 12 clubs, la saison suivante, il n'y a pas de relégation en fin de saison.
C'est le club de Persepolis FC qui remporte la compétition, après avoir terminé en tête du classement final, avec deux points d'avance sur le PAS Téhéran FC et huit sur le tenant du titre, le club de Taj Téhéran. C'est le premier titre de champion d'Iran de l'histoire du club.

## Les clubs participants
| - Taj Téhéran - Persepolis FC - Oghab Téhéran - PAS Téhéran FC - Sepahan Ispahan - Taj Mashed Soleyman - Jam Abadan - Taj Noshahr |

## Compétition

### Classement
Le classement est établi sur le barème de points classique (victoire à 2 points, match nul à 1, défaite à 0).
| Rang | Équipe              | Pts | J  | G  | N | P  | Bp | Bc | Diff |
| ---- | ------------------- | --- | -- | -- | - | -- | -- | -- | ---- |
| 1    | Persepolis FC       | 26  | 14 | 13 | 0 | 1  | 45 | 6  | +39  |
| 2    | PAS Téhéran FC      | 24  | 14 | 12 | 0 | 2  | 38 | 6  | +32  |
| 3    | Taj Téhéran T       | 18  | 14 | 9  | 0 | 5  | 29 | 13 | +16  |
| 4    | Oghab Téhéran       | 16  | 14 | 7  | 2 | 5  | 27 | 17 | +10  |
| 5    | Sepahan Ispahan     | 11  | 14 | 4  | 3 | 7  | 12 | 18 | -6   |
| 6    | Taj Masjed Soleyman | 10  | 14 | 3  | 4 | 7  | 9  | 26 | -17  |
| 7    | Jam Abadan          | 7   | 14 | 2  | 3 | 9  | 1  | 31 | -30  |
| 8    | Taj Noshahr         | 3   | 14 | 1  | 1 | 12 | 4  | 50 | -46  |

## Bilan de la saison
| Championnat d'Iran de football 1971-1972 |                           |
| Champion                                 | Persepolis FC (1er titre) |
| Coupes et trophées                       |                           |
| Vainqueur de la Coupe d'Iran 1971-1972   | Non disputée              |
| Promotions et relégations                |                           |
| Promus en Première division              | Aucun                     |
| Relégués en Deuxième division            | 'Aucun                    |